# Kruittorenramp van Heusden

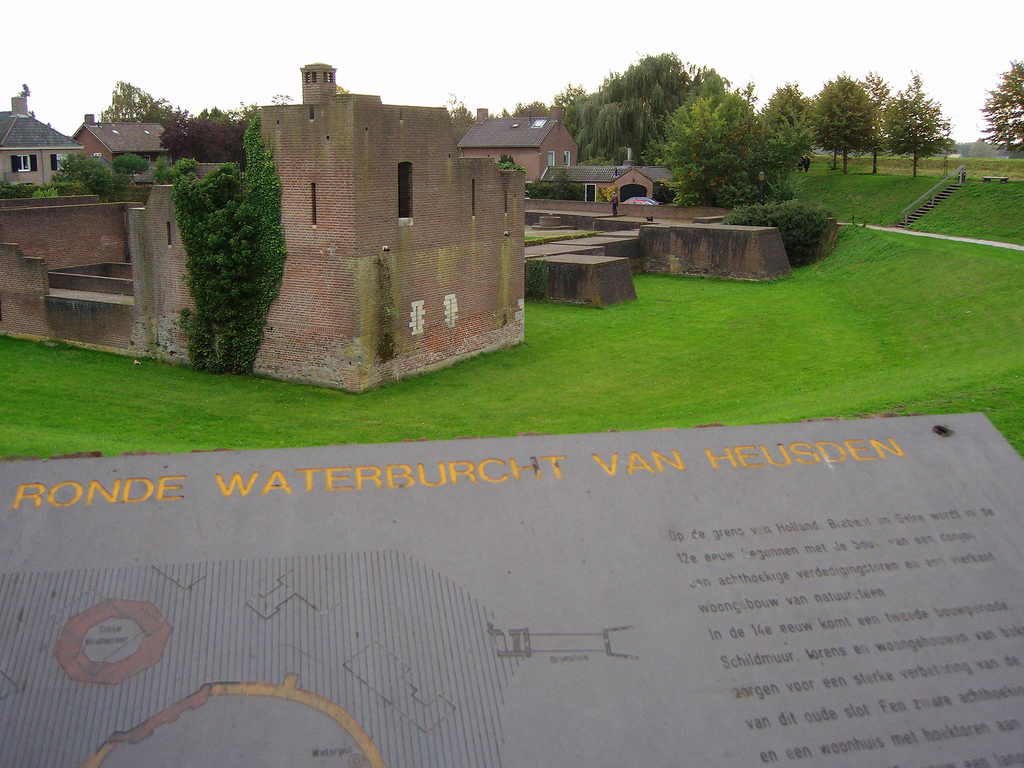
Gedeeltelijke reconstructie van het kasteel

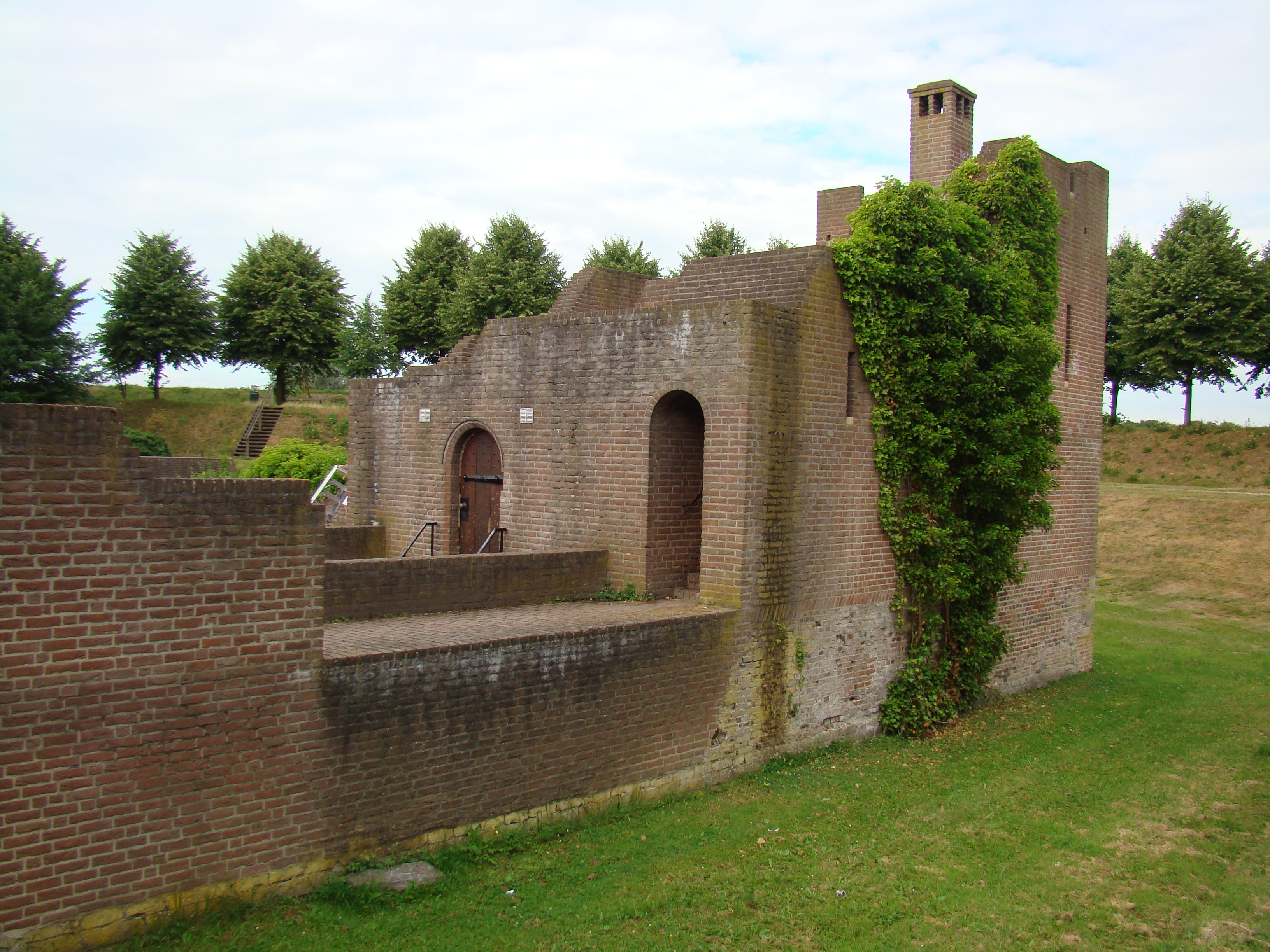
Vanaf de brug

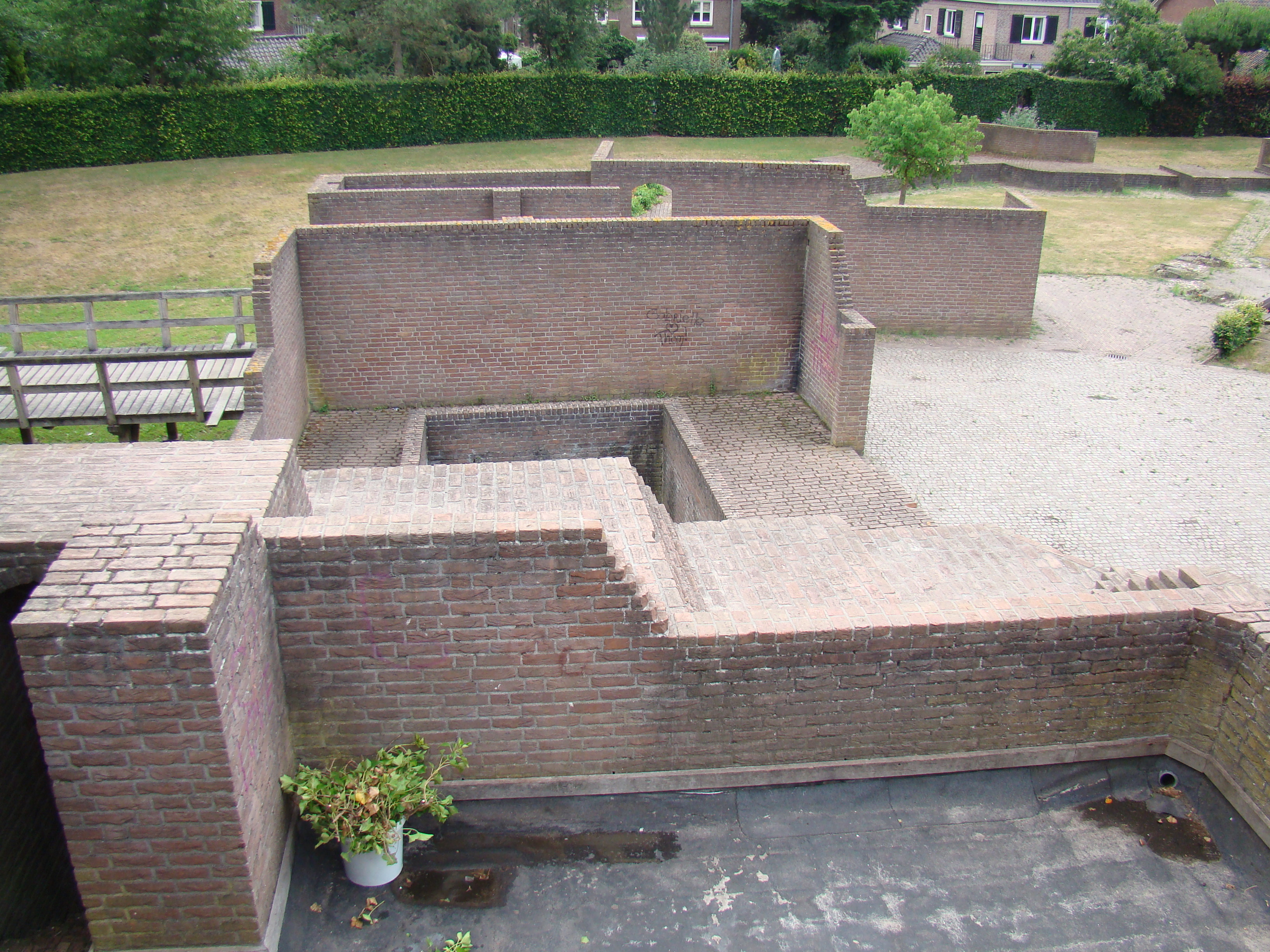
Vanaf de toren

De Kruittorenramp van Heusden vond plaats in het Noord-Brabantse Heusden op woensdagavond 24 juli 1680. De bliksem trof de kruittoren van het kasteel met daarin 70.000 pond buskruit en 1000 granaten. Bij de daarop volgende ontploffing viel een onbekend aantal doden en gewonden.

## Kasteel en straat
Net als in het Kasteel Bredevoort in Bredevoort, dat 34 jaar daarvoor door een kruittorenramp getroffen werd, bewaarde men ook in de gewelven van het kasteel te Heusden buskruit, 70.000 pond in dit geval, en granaten.
Op 24 juli 1680 sloeg de bliksem in de achthoekige donjon van het kasteel die daarop in brand vloog. Het kasteel werd met een enorme knal opgeblazen. Bij de explosie werden ook alle huizen in de straat vernietigd. Op de plek waar de kruittoren stond was een diepe met zwart water gevulde krater ontstaan. Vele huizen in de omgeving waren zwaar beschadigd, en gemiddeld trof men in de nabije omgeving vijf doden per huis. De weinige omwonenden die de ramp overleefden waren zwaargewond, veelal met fatale afloop op dezelfde dag of binnen enkele dagen. Onder de puinhopen werd ook een dodelijk getroffen vrouw gevonden met een kind tussen haar benen, waarvan bekend is dat het leven van dat kind gespaard is gebleven. De zware drukgolf was van de stad Heusden af gericht, waardoor het grootste deel van de stad gespaard bleef. Het meeste puin werd over de stadswal geworpen en er lag daar zoveel puin dat het gebied slechts met grote moeite begaanbaar was. Het overgebleven muurwerk van het kasteel is in de daaropvolgende eeuwen gesloopt.

## Opgravingen
In 1948 begon men onder leiding van de archeoloog Dr. J.G.N. Renaud met de wetenschappelijke opgravingen bij het kasteel. In 1987 besloot men tot een gedeeltelijke reconstructie van het kasteel, zij het in veel kleiner formaat dan het tot 1680 geweest was.